# ゾーヤ・スミルノワ
ゾーヤ・スミルノワ (Зоя Смирнова、1897年または1898年生 - 没年不詳 ) は、第一次世界大戦において11人の同級生とともに自分たちを男性と偽って従軍し、戦闘を経験したロシア人女学生である。このときスミルノワは16歳であり、仲間のうち2人は14歳だった。
彼女たちはガリツィアとカルパチア山脈の防衛戦に参加した。仲間のとりまとめ役となって、スミルノワが新聞に語ったところでは、彼女たちは戦時体制となってから8日目（つまり1914年の7月末）に誰にも告げることなくモスクワの学校を去った。そしてリヴィウに行き、男装をして気づかれないまま軍隊に入隊した。自分たちのいるところに初めて爆弾が落ちてきたときには、多くの男性がそうであるように、皆で泣き叫んだという。そのうちの1人であるジーナ・モロゾワは、カルパチア山脈で足を爆弾で吹き飛ばされて亡くなり、仲間たちによって埋葬された。その後にもう2人も怪我を負い、またスミルノワも負傷したことがきっかけで、女性であることが発覚したのだった。
彼女のエピソードは、ナチス・ドイツが発禁としたマグヌス・ヒルシュフェルトの『世界大戦の性の歴史』(1930年)にも取り上げられている。